# Nicolau Tuma
Nicolau Tuma (Jundiaí 19 de enero de 1911 - São Paulo, 11 de febrero del 2006) fue un periodista y político brasileño.

## Biografía
Comenzó su carrera como periodista mientras se creaba la escuela de leyes. Fue reportero policial luego de ganar un concurso para ser locutor en Rádio Educadora Paulista en 1929, a los 18 años. Se hizo conocido por ser el pionero en narrar la primera transmisión de un partido de fútbol completo por radio.
El 19 de julio de 1931, sus oyentes se mostraron sorprendidos por la primera narración completa de un partido de fútbol. Hasta ese entonces, las transmisiones de los partidos se limitaban a boletines esporádicos que informaban las principales jugadas. La idea de la transmisión completa fue de Nicolau Tuma. Antes de que comience el juego, Tuma fue a los vestidores del Campo da Floresta, en el barrio de Ponte Grande, para fijar las características físicas de los deportistas de São Paulo y Paraná, ya que en aquella época, los uniformes no tenían números en el espaldar. Como el fútbol aún no era muy conocido, Tuma se preocupó por explicar algunas de las reglas. Fue un hecho dado en el Vale do Anhangabaú por la Confitería Mimi, que puso altoparlantes para reproducir la transmisión. Tuma narró con tanto detalle y tan rápido que se ganó el apodo de "Ametralladora de "Altavoz" (speaker metralhadora en portugués). En su primera narración, narró diez goles, diciendo: "El partido fue ganado por el São Paulo por 6 a 4.
Sus transmisiones ganaron tantos oyentes que en 1937 se le prohibió entrar al estadio para narrar un partido entre el Palestra y el DCB, porque tenían miedo de perder audiencia. Transmitió el partido desde una escalera de 14 metros, fuera del estadio.
Con apenas 1 año de existencia, Rádio Record de São Paulo transmitió de primera mano el anuncio de la Revolución Constitucionalista, hecha por el joven Nicolás Tuma de 21 años. Junto con César Ladeira y Renato Maceto formaban el equipo en leer los boletines de los revolucionarios paulistas en el conflicto y se ganó la censura impuesta en todo el país por el gobierno de Getúlio Vargas. Luego trabajó en Rádio Cultura y Rádio Difusora de São Paulo, presentando programas.
En 1934 narró las primeras carreras internacionales de autos en las calles de Gávea, en Río de Janeiro. En 1939, después de transmitir otras carreras internacionales de autos, se fue a la playa de Copacabana y fue reconocido y abrazado por Carmen Miranda, una estrella consagrada de la farándula brasileña.
Con la fundación de la Asociación Brasileña de Radio en Río de Janeiro, acuñó la expresión "radialista", diciendo que proviene de la unión de "radio" e "idealista", una vez que trabajaban mucho y no ganaban nada, dijo.
Fue publicitario en el área de la radio y fue director de las radios Tamoio y Cultura de Río de Janeiro. Durante la Segunda Guerra Mundial dirigió a la Rede de Emissoras Associadas, la mayor cadena de estaciones radiales en Brasil en ese momento. En 1945 participó en la campaña civil para la democratización del país y finalmente llegó a la política. Fue elegido regidor en São Paulo por la UDN, siendo reelegido en 1951 y 1955. En el gobierno de Jânio Quadros fue director del Servicio de Tránsito de São Paulo.
En 1958 fue elegido diputado federal por primera vez, un hecho que se repitió en las dos próximas elecciones. En la Cámara, llegó a ser vicepresidente de la UDN y sobresalió en la creación del primer Código Nacional de Tránsito y el primer Código Brasileño de Telecomunicaciones. Fue uno de los dos creadores de Embratel y del Consejo Nacional de Telecomunicaciones, y uno de los dos fundadores de la nueva telefonía brasileña y de las conexiones a distancia de línea directa y la marcación directa internacional.
Abandonó la política en 1969, cuando fue nombrado ministro del Tribunal de Cuentas de São Paulo por el gobernador Abreu Sodré.